# Teinopalpus aureus
Teinopalpus aureus (denominada popularmente Golden Kaiser-I-Hind; na tradução para o português, imperador da Índia dourado) é uma borboleta da região indo-malaia, pertencente à família Papilionidae e subfamília Papilioninae, encontrada no sudeste da China e no Vietnã. Foi classificada por Mell, em 1923, no texto Noch unbeschriebene Lepidopteren aus Südchina. Assim como seu parente mais conhecido do gênero, Teinopalpus imperialis Hope, 1843, esta espécie é conhecida por seu grande dimorfismo sexual.

## Descrição
Vista por cima, esta borboleta apresenta tom geral cinzento e esverdeado, em ambos os sexos, com asas posteriores dotadas de áreas em amarelo. No fim das asas posteriores existem prolongamentos que, nas fêmeas, são  quatro, mais recortados que em imperialis, lembrando os cornos de um cervo; com os machos dotados de apenas um prolongamento mais distinto, central, lembrando uma seta. Fêmeas são maiores e mais raras que os machos, sendo desconhecidas até perto do final do século XX.

## Hábitos
Os adultos desta espécie aparecem em florestas de altitude, entre coníferas.

## Subespécies
T. aureus possui seis subespécies:
- Teinopalpus aureus aureus - Descrita por Mell em 1923. Encontrada no sudoeste da China (em Hainan).[2]
- Teinopalpus aureus eminens - Descrita por Turlin em 1991. Encontrada no Vietnã (localidade tipo: Haut Dong Nai).[2]
- Teinopalpus aureus guangxiensis - Descrita por Chou & Zhou em 1994. Encontrada na China (em Guangxi; localidade tipo: Mt. Dayaoshan).[2]
- Teinopalpus aureus shinkaii - Descrita por Morita em 1998. Encontrada no Vietnã (em Vinh Phuc; localidade tipo: Pia Oac).[3]
- Teinopalpus aureus wuyiensis - Descrita por Lee.[2]
- Teinopalpus aureus hainanensis - Descrita por Lee.[2]

## Estado de conservação da espécie
Esta é considerada uma espécie deficiente de dados pela União Internacional para a Conservação da Natureza.

## Diferenciação entre espécies
Teinopalpus aureus difere de Teinopalpus imperialis, a outra espécie de Teinopalpus, por apresentar, nos machos, a região em amarelo das asas posteriores ocupando uma área maior e, nas fêmeas, por apresentar linhas negras sobre a venação de suas asas posteriores, ausentes em imperialis.